# Miejski System Informacji (Bielsko-Biała)

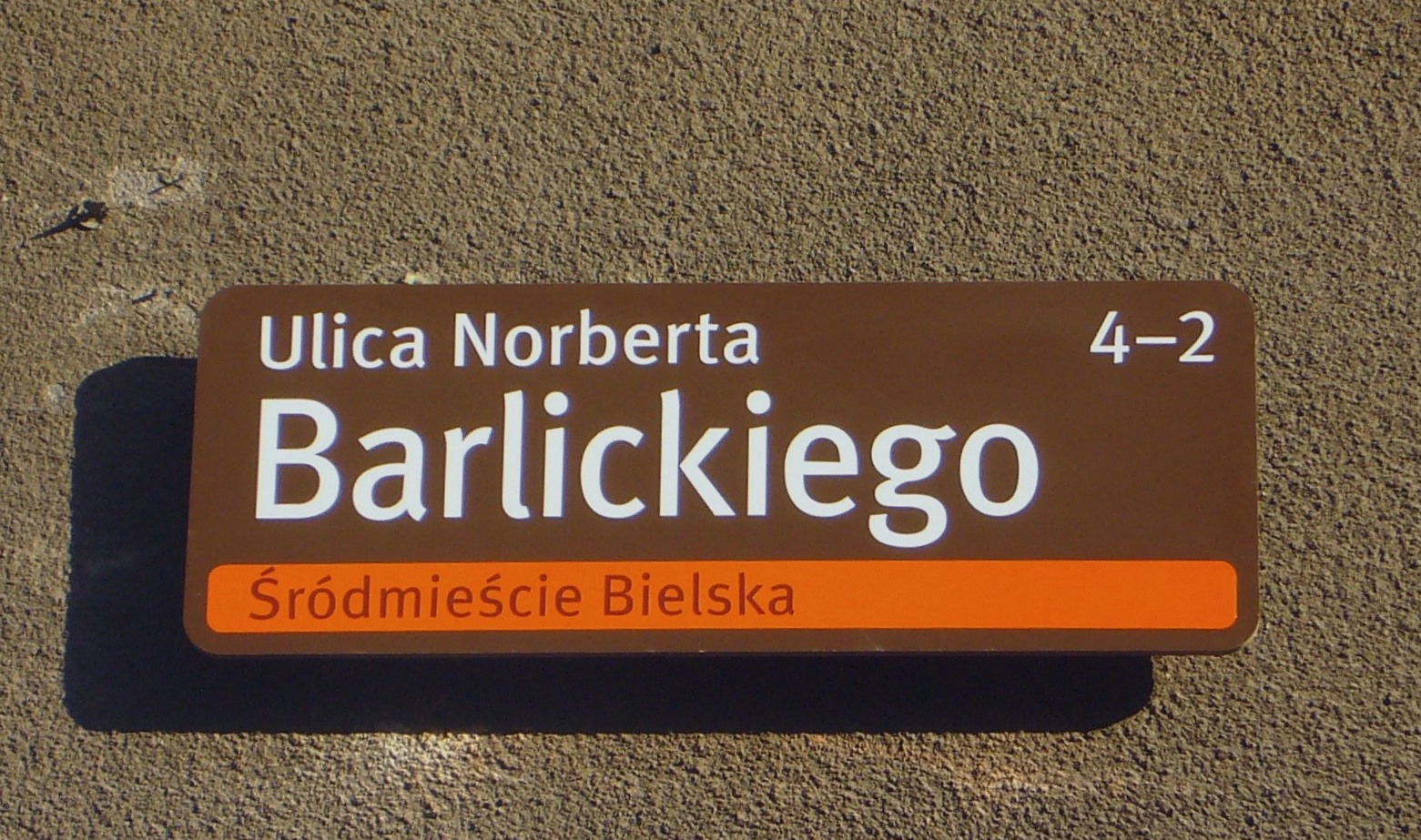
Oznaczenie ulicy według MSI

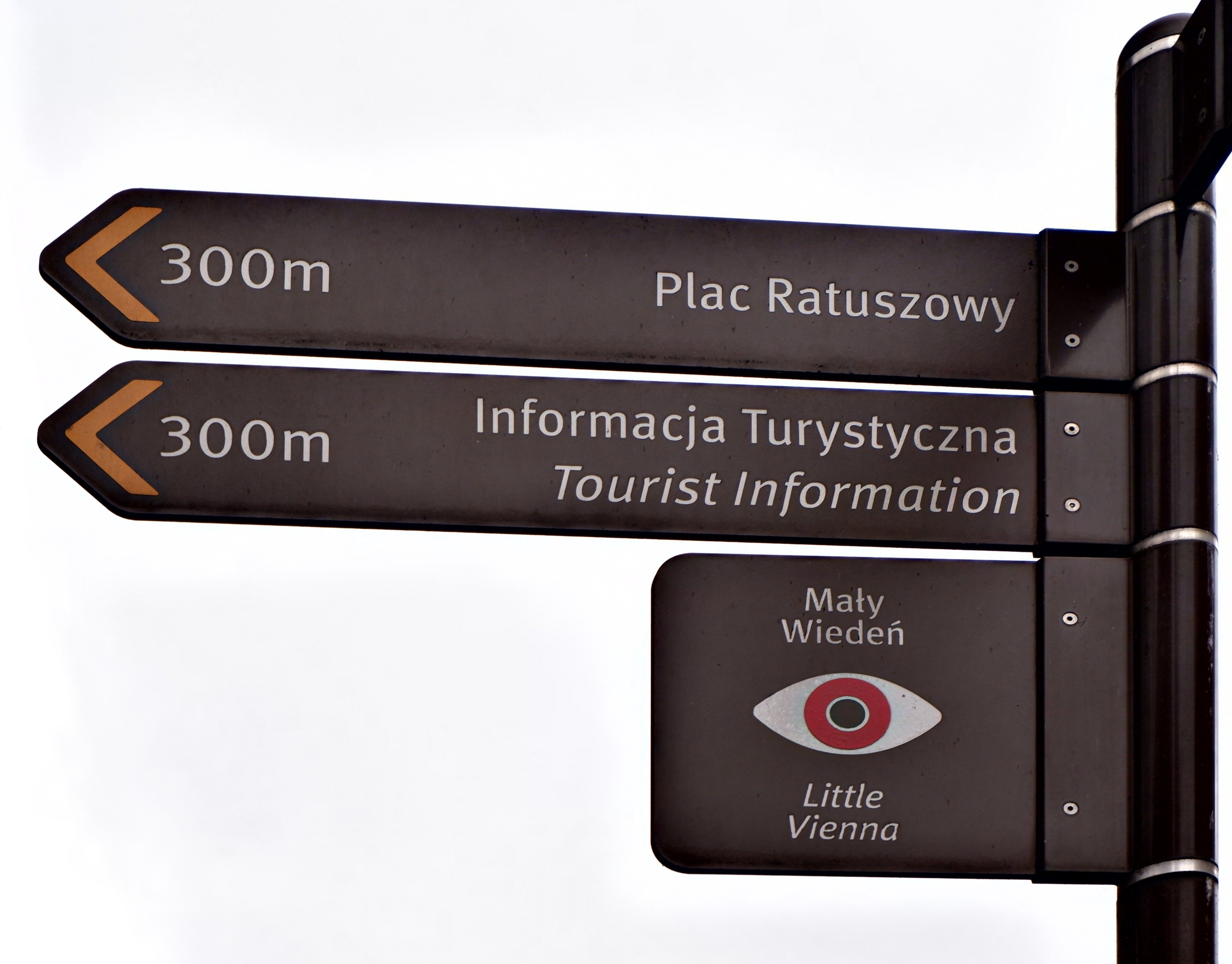
Tabliczki kierunkowe oraz oznaczenia szlaków turystycznych

Miejski System Informacji – system lokalnego oznakowania wprowadzany w Bielsku-Białej od 2009 roku.
Najstarszym elementem MSI są tablice z nazwami ulic i numerami budynków według nowego ujednoliconego wzoru: w centrum kremowe napisy na brązowym tle, w pozostałych dzielnicach brązowe napisy na kremowym tle, w obu przypadkach z oznaczeniem dzielnicy na pomarańczowym tle. Ich wdrażanie rozpoczęto jesienią 2009 r., ograniczając się począwszy do rejonu Starego Miasta, pl. Ratuszowego i ul. Stojałowskiego oraz peryferyjnej turystyczno-wypoczynkowej dzielnicy Olszówka (Cygański Las). Termin zakończenia pozostaje nieokreślony, w praktyce tablice nowego typu umieszczane są stopniowo na budynkach remontowanych, rewitalizowanych czy też na nowo powstających obiektach.
Pozostałymi elementami MSI, wprowadzonymi jednocześnie jesienią 2012 r. i utrzymanymi w takiej samej brązowo-kremowo-pomarańczowej stylistyce, są:
- około 2000 tabliczek kierunkujących dla pieszych umieszczonych na 331 słupkach i istniejących podporach z napisami po polsku i angielsku
- 10 podświetlanych nośników z mapami: historyczną i użytkową, umieszczonych w uczęszczanych punktach śródmieścia, także dwujęzycznych
- 137 modułów informacyjnych (naściennych i wolnostojących) o zabytkach i miejscach historycznych z wizualicją historyczną oraz polskim i angielskim tekstem

Na potrzeby tego ostatniego powstało 9 szlaków tematycznych, w których zawarto opisy miejsc i obiektów o znaczeniu historycznym: Średniowieczne Bielsko, Od grodziska do miasta, Trakt cesarski, Mały Wiedeń, Zabytki przemysłu i techniki, Polski ruch narodowy, Katolicy w Bielsku i Białej, Śladami ewangelików oraz Szlak kultury żydowskiej.
W 2011 r. projekt Miejskiego Systemu Informacji został uznany za Projekt Roku w Polskim Konkursie Graficznym ogłoszonym przez Stowarzyszenie Twórców Grafiki Użytkowej.
Koszt inwestycji wynosi 2,6 mln zł, z czego 85% pochodzi ze środków Europejskiego Funduszu Rozwoju Regionalnego, a 15% z budżetu miasta.